# 中原囲い
- 将棋 > 囲い > 中原囲い
- 将棋 > 将棋の戦法 > 居飛車 > 中原囲い

| 9  | 8  | 7  | 6  | 5  | 4  | 3 | 2 | 1 |    |
|    |    |    |    |    |    |   |   |   | 一 |
|    |    |    |    |    |    |   |   |   | 二 |
|    |    |    |    |    |    |   |   |   | 三 |
|    |    |    |    |    |    |   |   |   | 四 |
|    |    |    |    |    |    |   |   |   | 五 |
|    |    | 歩 |    |    |    |   |   |   | 六 |
| 歩 | 歩 |    | 歩 | 歩 | 歩 |   |   |   | 七 |
|    |    | 金 |    |    | 銀 |   |   |   | 八 |
| 香 | 桂 | 銀 | 玉 | 金 |    |   |   |   | 九 |

中原囲い（なかはらがこい）は将棋の囲いのひとつ。現代将棋への応用は棋士の中原誠によってなされたものである。中原はこの戦法により、1996年の将棋大賞の升田幸三賞を受賞した。

## 中原囲いの誕生と変遷
中原囲いは、元は中原流相掛かりでの囲いであった。元の囲い自体は、初形から銀がただ上がっただけの簡素な囲いだったが、それを一路ずらしたのである。その1号局は1992年4月に行われた中原対青野戦とも言われているが、中原自身は1990年(平成2年)にはもう使用していたと語っている。
| 9  | 8  | 7  | 6  | 5  | 4  | 3  | 2  | 1  |    |
| 香 | 桂 |    |    |    |    |    | 桂 | 香 | 一 |
|    | 飛 |    |    | 金 | 王 | 金 | 銀 |    | 二 |
|    |    | 歩 | 銀 | 歩 | 歩 |    | 歩 |    | 三 |
| 歩 |    |    | 歩 |    |    | 歩 |    | 歩 | 四 |
|    |    | 歩 |    |    |    |    |    |    | 五 |
| 歩 |    |    |    |    |    |    | 飛 | 歩 | 六 |
|    |    | 桂 | 歩 | 歩 | 歩 | 歩 |    |    | 七 |
|    | 銀 | 金 |    |    | 銀 |    |    |    | 八 |
| 香 |    |    | 玉 | 金 |    |    | 桂 | 香 | 九 |

しかしこの▲5九金・▲6九玉の構え自体は、旧式の相掛かりに見られたもので、中原は師匠(高柳敏夫)の師匠である金易二郎からの手ほどきを受けている。これを中原が現代に応用したわけである。この頃は先手での囲いであった。ちなみにこの囲いは、江戸時代の相掛かり戦型を解説した棋書にも見受けられる。
しかし次第に後手がこれを指すようになった。現在では横歩取り8五飛戦法と組み合わせて用いられることが殆どのため、専ら後手番で組まれる囲いとなった。△2二銀・△3二金・△4一玉・△5一金・△6二銀の形を取る。見た目は貧弱そうに見えるが、陣形が低く、左右どちらから攻められても玉の逃げ道が広いという特徴がある。中原によれば中住まいより弾力性は劣るが、一段金であるため飛車の打ち込みに強く桂馬の攻めにも強い。また、単純・簡単な形であったから真似されやすく広く流行したのではないかとしている。
また、近年では横歩取りの先手番においても、玉の堅さを重視し中原囲いに組む手順が研究されており、相振り飛車にて、左右を反転させた右中原囲いも稀に使われる。
図は先手の中原囲い。この陣の特徴としては、8七に歩を受けず▲9六歩から▲7七桂として、強く戦う。持ち歩が2枚あるので、攻めのバリエーションが広がるのがわかる。
ここでの攻撃方法は、一例として▲9五歩が機敏な攻めとなるが、△同歩ならば▲9二歩と打ち、これを△同飛ならば▲8六飛△8二歩▲9三歩△同桂▲8一角、△9二同香なら▲9一角△8三飛▲8五歩で、次の▲8六飛を狙いとする指し方が一例として知られる。
ほかに角交換せずに▲7七桂と跳ね、▲2五飛から8五飛と飛車をぶつけたりと、さまざまな指し方が試みられている。
また▲3六歩から▲3七桂と構え、▲3五歩に△同歩ならば▲1五歩と1、3筋をからめてで攻めていくのも指し方の一例として知られている。